# Oita Trinita
Maillots
Actualités
Oita Trinita (大分トリニータ) est un club japonais de football basé à Ōita dans la préfecture homonyme et évoluant en J. League 2. Le nom de l'équipe Trinita peut être considéré comme une combinaison des mots anglais Trinity et Oita ou du mot italien trinità.
Son terrain est le Stade d'Oita, aussi appelé Big Eye, et sert aussi bien pour les matchs de football que ceux de rugby à XV.

## Histoire
Fondée en 1994 sous le nom d'Oita Trinita. En 1999, il rejoint la J. League 2 la même année. Le nom de l'équipe est un mot inventé qui combine Trinity, qui signifie la Trinité, et Oita, la ville natale, et l'idée est que les citoyens de la préfecture, les entreprises et le gouvernement travailleront ensemble pour développer l'équipe. Le "T" de l'emblème, divisé en trois directions, exprime également la Trinité, qui est à l'origine du nom de l'équipe. Il est placé dans la lettre "O", qui est l'acronyme de la préfecture d'Oita. Les couleurs de l'équipe sont le bleu, qui signifie la nature à Oita, et le jaune, qui signifie la lumière du soleil.
Le club est promu en 2003 en J.League 1 et reste jusqu'en 2009 avant d'être relégué. Le seul titre national important est la coupe de la ligue 2008 gagné face au Shimizu S-Pulse (2-0).
Après plusieurs années en J.League 2 le club est relégué en J.League 3 mais finit champion l'année suivante.
En 2021 malgré une nouvelle relégation en J.League 2 le club atteint la finale de la coupe de l'empereur mais sont défaits par les Urawa Red Diamonds (2-1).

## Palmarès
| Compétitions nationales | Compétitions internationales          |
| --- | ------------------------------------- |
| - Coupe du Japon (0) - Finaliste : 2021 - Coupe de la Ligue (1) - Vainqueur : 2008 - Championnat du Japon D2 (1) - Champion : 2002 - Vice-champions : 2018 - Championnat du Japon D3 (1) - Champion : 2016 | - Coupe Levain (0) - Finaliste : 2009 |

## Personnalités du club

### Entraîneurs
Le tableau suivant présente la liste des entraîneurs du club depuis 1999.
| Rang | Nom               | Période   |
| ---- | ----------------- | --------- |
| 1    | Nobuhiro Ishizaki | 1999-2001 |
| 2    | Shinji Kobayashi  | 2001-2003 |
| 3    | Han Berger        | 2004      |
| 4    | Hwangbo Kwan      | 2005      |

| Rang | Nom                    | Période   |
| ---- | ---------------------- | --------- |
| 5    | Arie Schans            | 2005      |
| 6    | Péricles Chamusca (en) | 2005-2009 |
| 7    | Hiroaki Matsuyama      | 2009      |
| 8    | Ranko Popović          | 2009      |

| Rang | Nom                   | Période   |
| ---- | --------------------- | --------- |
| 9    | Hwangbo Kwan          | 2010      |
| 10   | Kazuaki Tasaka        | 2011-2015 |
| 11   | Nobuaki Yanagida (en) | 2015      |
| 12   | Tomohiro Katanosaka   | 2016-2022 |

| Rang | Nom                 | Période   |
| ---- | ------------------- | --------- |
| 13   | Takahiro Shimotaira | 2022-2023 |
| 14   | Tomohiro Katanosaka | 2024-     |

### Effectif actuel
Effectif du club au 4 janvier 2022.
| N° | Nat.              | Poste | Nom du joueur           |
| -- | ----------------- | ----- | ----------------------- |
| 1  | Drapeau du Japon  | G     | Shun Takagi (capitaine) |
| 2  | Drapeau du Japon  | D     | Yuki Kagawa             |
| 3  | Drapeau du Japon  | D     | Yuto Misao              |
| 4  | Drapeau du Japon  | D     | Keisuke Saka            |
| 6  | Drapeau du Japon  | M     | Yuki Kobayashi          |
| 7  | Drapeau du Japon  | M     | Rei Matsumoto           |
| 8  | Drapeau du Japon  | M     | Yamato Machida          |
| 10 | Drapeau du Japon  | M     | Naoki Nomura            |
| 11 | Drapeau du Japon  | M     | Hokuto Shimoda          |
| 13 | Drapeau du Japon  | A     | Kohei Isa               |
| 14 | Drapeau du Brésil | D     | Henrique Trevisan       |
| 15 | Drapeau du Japon  | D     | Yuta Koide              |
| 16 | Drapeau du Japon  | A     | Arata Watanabe          |
| 17 | Drapeau du Japon  | M     | Kenta Inoue             |
| 18 | Drapeau du Japon  | A     | Kazuki Fujimoto         |
| 19 | Drapeau du Japon  | D     | Katsunori Ueebis        |
| 20 | Drapeau du Japon  | A     | Shun Nagasawa           |

| No. | Nat.              | Position | Nom du joueur      |
| --- | ----------------- | -------- | ------------------ |
| 22  | Drapeau du Brésil | G        | Samuel             |
| 24  | Drapeau du Japon  | G        | Konosuke Nishikawa |
| 25  | Drapeau du Japon  | M        | Seigo Kobayashi    |
| 27  | Drapeau du Japon  | M        | Tsukasa Umesaki    |
| 28  | Drapeau du Japon  | M        | Junya Nodake       |
| 31  | Drapeau du Brésil | M        | Matheus Pereira    |
| 33  | Drapeau du Japon  | A        | Hiroto Goya        |
| 35  | Drapeau du Japon  | M        | Josei Sato         |
| 38  | Drapeau du Japon  | M        | Keita Takahata     |
| 39  | Drapeau du Brésil | M        | Masuyama Chaoyang  |
| 40  | Drapeau du Japon  | M        | Yushi Hasegawa     |
| 41  | Drapeau du Japon  | D        | Ton Ryosuke        |
| 43  | Drapeau du Japon  | M        | Masaki Yumiba      |
| 44  | Drapeau du Japon  | G        | Shun Yoshida       |
| 45  | Drapeau du Japon  | A        | Shinya Utsumoto    |
| 49  | Drapeau du Japon  | D        | Kento Haneda       |
| 50  | Drapeau du Japon  | A        | Yusei Yashiki      |

## Bilan saison par saison
Ce tableau présente les résultats par saison de Oita Trinita dans les diverses compétitions nationales et internationales depuis la saison 1999.
| Saison | Championnat | Championnat | Championnat | Championnat | Championnat | Championnat | Championnat | Championnat | Championnat | Championnat | Coupe du Japon   | Coupe de la Ligue | Coupes d'Asie |
| Saison | Division    | Pos         | Pts         | J           | V           | N           | D           | BP          | BC          | Diff.       | Coupe du Japon   | Coupe de la Ligue | Coupes d'Asie |
| ------ | ----------- | ----------- | ----------- | ----------- | ----------- | ----------- | ----------- | ----------- | ----------- | ----------- | ---------------- | ----------------- | ------------- |
| 1999   | J2 League   | 3e          | 63          | 36          | 21          | 3           | 12          | 62          | 42          | +20         | 3e tour          | 2e tour           | -             |
| 2000   | J2 League   | 3e          | 81          | 40          | 26          | 3           | 11          | 80          | 38          | +42         | 2e tour          | 1er tour          | -             |
| 2001   | J2 League   | 4e          | 78          | 44          | 25          | 4           | 15          | 75          | 52          | +23         | 3e tour          | 2e tour           | -             |
| 2002   | J2 League   | 1er         | 94          | 44          | 28          | 10          | 6           | 67          | 34          | +33         | 4e tour          | -                 | -             |
| 2003   | J1 League   | 14e         | 26          | 30          | 5           | 11          | 14          | 27          | 37          | -10         | 3e tour          | Phase de groupe   | -             |
| 2004   | J1 League   | 13e         | 30          | 30          | 8           | 6           | 16          | 35          | 56          | -21         | 5e tour          | Phase de groupe   | -             |
| 2005   | J1 League   | 11e         | 43          | 34          | 12          | 7           | 15          | 44          | 43          | +1          | 5e tour          | Phase de groupe   | -             |
| 2006   | J1 League   | 8e          | 47          | 34          | 13          | 8           | 13          | 47          | 45          | +2          | 5e tour          | Phase de groupe   | -             |
| 2007   | J1 League   | 14e         | 41          | 34          | 12          | 5           | 17          | 42          | 60          | -18         | 5e tour          | Phase de groupe   | -             |
| 2008   | J1 League   | 4e          | 56          | 34          | 16          | 8           | 10          | 33          | 24          | +9          | 4e tour          | Vainqueur         | -             |
| 2009   | J1 League   | 17e         | 30          | 34          | 8           | 6           | 20          | 26          | 45          | -19         | 3e tour          | Phase de groupe   | Finaliste     |
| 2010   | J2 League   | 15e         | 41          | 36          | 10          | 11          | 15          | 39          | 49          | -10         | 3e tour          | -                 | -             |
| 2011   | J2 League   | 12e         | 50          | 38          | 12          | 14          | 12          | 42          | 45          | -3          | 3e tour          | -                 | -             |
| 2012   | J2 League   | 6e          | 71          | 42          | 21          | 8           | 13          | 59          | 40          | +19         | 2e tour          | -                 | -             |
| 2013   | J1 League   | 18e         | 14          | 34          | 2           | 8           | 24          | 31          | 67          | -36         | Quarts de finale | Phase de groupe   | -             |
| 2014   | J2 League   | 7e          | 63          | 42          | 17          | 12          | 13          | 52          | 55          | -3          | 3e tour          | -                 | -             |
| 2015   | J2 League   | 21e         | 38          | 42          | 8           | 14          | 20          | 41          | 51          | -10         | 3e tour          | -                 | -             |
| 2016   | J3 League   | 1er         | 61          | 30          | 19          | 4           | 7           | 50          | 24          | +26         | 3e tour          | -                 | -             |
| 2017   | J2 League   | 9e          | 64          | 42          | 17          | 13          | 12          | 58          | 50          | +8          | 3e tour          | -                 | -             |
| 2018   | J2 League   | 2e          | 76          | 42          | 23          | 7           | 12          | 76          | 51          | +25         | 2e tour          | -                 | -             |
| 2019   | J1 League   | 9e          | 47          | 34          | 12          | 11          | 11          | 35          | 35          | 0           | Quarts de finale | Phase de groupe   | -             |
| 2020   | J1 League   | 11e         | 43          | 34          | 11          | 10          | 13          | 36          | 45          | -9          | -                | Phase de groupe   | -             |
| 2021   | J1 League   | 18e         | 35          | 38          | 9           | 8           | 21          | 31          | 55          | -24         | Finaliste        | Phase de groupe   | -             |
| 2022   | J2 League   | 5e          | 66          | 42          | 17          | 15          | 10          | 62          | 52          | +10         | 3e tour          | Phase de groupe   | -             |
| 2023   | J2 League   | 9e          | 62          | 42          | 17          | 11          | 14          | 54          | 56          | -2          | 2e tour          | -                 | -             |
| 2024   | J2 League   | 16e         | 43          | 38          | 10          | 13          | 15          | 33          | 47          | -14         | 4e tour          | 1er tour          | -             |
| Saison | Division    | Pos         | Pts         | J           | V           | N           | D           | BP          | BC          | Diff.       | Coupe du Japon   | Coupe de la Ligue | Coupes d'Asie |
| Saison | Championnat |             |             |             |             |             |             |             |             |             | Coupe du Japon   | Coupe de la Ligue | Coupes d'Asie |